# Sarclo
Sarclo, ou Sarcloret, de son vrai nom Michel de Senarclens Chinet est un auteur-compositeur-interprète suisse romand, né à Paris le 17 juin 1951.
Ses chansons portent un regard humoristique, tantôt tendre tantôt féroce, sur la vie quotidienne. On peut le rapprocher de Renaud, en plus intimiste et moins accessible au grand public.

## Biographie
Michel de Senarclens naît le 17 juin 1951 à Paris, dans le XVIe arrondissement de Paris. Il est le fils de Jean de Senarclens, directeur de la Chambre de commerce suisse en France jusqu'en 1957, et un arrière-cousin du roi Charles III,. Il a un frère aîné et deux sœurs.
La famille s'installe à Yverdon-les-Bains en 1957 puis à Genève en 1964, où le père devient responsable du développement touristique à la Société générale pour l'industrie.
Après une scolarité marquée par de nombreux redoublements, Sarclo obtient sa maturité. Il travaille deux ans sur des chantiers, puis étudie à l'École polytechnique fédérale de Lausanne entre 1972 et 1980, où il obtient un diplôme d'architecte. Après un peu de théâtre dans son adolescence, il passe rapidement à la guitare puis à la chanson.[réf. nécessaire]
Il commence par chanter Bob Dylan dans les bistrots de Lausanne, et y découvre que faire rire le public lui convient. D'abord cyniques, ses chansons prennent parfois un tour plus tendre.[réf. nécessaire]
Il se produit sous le nom de Sarcloret à partir de 1979.
Bien que le public commence à le suivre, le manque de producteurs en Suisse pousse Sarclo[réf. nécessaire] à créer sa propre maison de production : « Côtes du Rhône Production ». L'album Les plus grands succès de Sarcloret paraît en 1981.
Sa première partie lors de la tournée de Renaud en 1996 le fait découvrir[réf. nécessaire] du public français. Le disque Michel et Denis jouent à Paris est enregistré lors de cette tournée.
Il reçoit le Prix Brassens en 1990, le Prix Miroir de la Chanson Francophone décerné en 1999 lors du 32e Festival d'été international de Québec et le Grand Prix du Festival de l'Humour de Saint-Gervais en 2000[réf. nécessaire].
Ses concerts et ses disques renouvellent son répertoire : les réorchestrations et les accompagnateurs diffèrent à chaque fois. Il a pu ainsi croiser Daniel Mille à l'accordéon, Denis Margadant ou Bob Cohen à la guitare, ainsi que Simon Gerber ou Le bel Hubert plus récemment.[réf. nécessaire]
Depuis 2005, il donne plusieurs concerts avec son fils, le chanteur Albert Chinet, qui jouera par la suite en tant que batteur sur son album Gueuler partout comme un putois plusieurs années plus tard.[réf. nécessaire]
Depuis 2007, il se produit à nouveau sous le nom de Sarcloret, pour cause d'homophonie jugée fâcheuse avec le diminutif du président français en exercice, Nicolas Sarkozy.[réf. nécessaire]
Début 2008, il reprend les chansons de Jean Villard Gilles, dans un trio intitulé Les Trois Cloches, aux côtés de Michel Buhler et de Gaspard Glaus, mais sans le contrebassiste Léon Francioli.[réf. nécessaire]
Après avoir quitté la Suisse, par amour, en 2009, il s'est installé en France avec sa nouvelle compagne Mélanie Depuiset avec qui il a créé le Théâtre Thénardier, à Montreuil (Seine-Saint-Denis)[réf. nécessaire]. Ce projet collectif réunit un groupe d'artistes qui gèrent aujourd'hui, ensemble, ce que Sarclo (également architecte du projet) appelle un "phalanstère culturel".
Toujours producteur de ses disques, il sort à l'automne 2012 un album intitulé Gueuler partout comme un putois, réalisé par son ami Napoleon Washington.

## Vie privée
Sarclo a quatre enfants, Coline (1985) et Chloé (1987) de Senarclens, nées d'un premier mariage avec Marie-Claire de Senarclens (née Bruckner) et Albert (1995) et Félicie (1997) Chinet, nés d'un deuxième mariage avec Léonie Chinet,. À la suite de ce deuxième mariage qui prend fin en 2010, il garde le nom de son ex-femme et s'appelle désormais Michel de Senarclens Chinet[réf. nécessaire].
En 2003, il ouvre la cave à vin Château Carton, qu'il revend en 2005 et s'appelle désormais le Bibarium[réf. souhaitée].

## Discographie
- 1981 : Les Plus Grands Succès de Sarcloret
- 1983 : Les Premiers Adieux de Sarcloret
- 1985 : Les Pulls de ma poule
- 1987 : Les mots c'est beau (autoproduit)[10]
- 1987 : Les Plus Grands Adieux de Sarcloret (en public) (autoproduit)[10]
- 1990 : L'Amour, comment procéder...[11]
- 1992 : Une tristesse bleue et grise[12]
- 1993 : SarcloSolo
- 1994 : T'es belle comme le petit Larousse à la page des avions (compilation)
- 1995 : L'Amour de l'amour (et la chair à saucisse)[13]
- 1997 : Michel et Denis jouent à Paris (enregistrement en public)
- 1998 : On leur doit des enfants si doux[14],[15]
- 2001 : L'amour est un commerce, mais la décharge est municipale[16]
- 2003 : Des tendresses et des cochoncetés[17]
- 2006 : Quinzaine du blanc chez les 3 Suisses avec Simon Gerber et Le bel Hubert (CD+DVD, enregistrement en public)
- 2006 : À tombeau ouvert (Chansons posthumes Vol. 1)[18]
- 2008 : Les Trois Cloches (chansons de Jean Villard, dit Gilles, avec Michel Bühler et Gaspard Glaus, CD+DVD)
- 2009 : Un enterrement de 1re Classe (coffret intégral 12 CD, avec des bonus)[5]
- 2012 : Gueuler partout comme un putois
- 2019 : Sings Dylan (in French)
- 2021 : J'ai jamais été aussi vieux
- 2022 : Sarclo le Bouquin : Livre contenant 4 CD : CD1 : J'ai jamais été aussi vieux. CD2 : J'ai jamais fait aussi jeune. CD3 : J'ai jamais rien compris à Dylan. CD4 : J'ai jamais été aussi seul

## Contributions
- 2011 : La verVe et la Joie, de Nicolas Bacchus. Sarclo chante Identité Nationale avec Nicolas Bacchus, Agnès Bihl, et Patrick Font (Bacchanales Production).